# 1–10 Braxfield Row

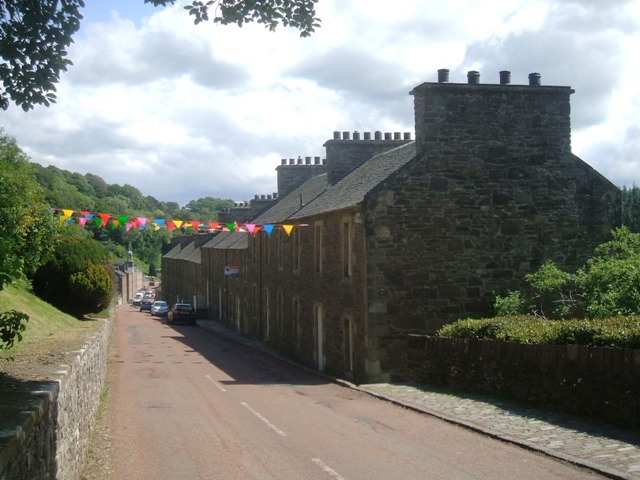
1–10 Braxfield Row

Unter der Adresse 1–10 Braxfield Row in der schottischen Industriesiedlung New Lanark in der Council Area South Lanarkshire befinden sich zehn Wohngebäude. 1971 wurde das Bauwerk in die schottischen Denkmallisten in der höchsten Denkmalkategorie A aufgenommen. Außerdem ist die Gebäudezeile Teil des Weltkulturerbes New Lanark.

## Geschichte
Die Gebäude sind Teil der modellhaften Arbeitersiedlung New Lanark, die Davin Dale für seine Mühlen erbauen ließ. Sie entstanden zwischen 1785 und 1795 und dienten als Arbeiterwohnungen. Von den üblichen Arbeitersiedlungen dieser Zeit unterscheiden sich die Gebäude in New Lanark insofern, als infolge der Hanglage eine mehrstöckige Bauweise vorteilhaft war. Ihr Aufbau diente späteren Siedlungen als Vorbild. Je nach Familiengröße wurde der Innenraum in verschiedenen Wohnungsgrößen untergliedert. In den 1970er Jahren wurde die Gebäudezeile restauriert.

## Beschreibung
Die Gebäudezeile liegt an prominenter Position entlang der New Lanark Road, der Hauptzufahrt zu der Siedlung. Die 30 Achsen weite Gebäudezeile ist in zehn gleichförmige Einheiten untergliedert. Straßenseitig sind die Bruchsteinbauten aus Sandstein mit farblich abgesetzten Natursteineinfassungen zwei- bis dreistöckig. Auf Grund der Hanglange tritt an der südwestexponierten Rückseite der Gebäudezeile ein weiteres Stockwerk hervor. Mittig führen Eingangstüren zu den Treppenaufgängen. Es sind längliche, zwölfteilige Sprossenfenster verbaut. Die abschließenden Satteldächer mit giebelständigen Kaminen sind mit Schiefer eingedeckt. Der Innenraum ist einen Raum tief.